# 호시 신이치
호시 신이치(일본어: 星新一, 1926년 9월 6일 ~ 1997년 12월 30일)는 일본의 소설가이자 SF 작가이다. 도쿄에서 태어나 도쿄 대학을 졸업했다. 단편소설보다도 짧은 '쇼트 쇼트(short-short)' 형식의 개척자로 유명하다. 항상 작품의 질을 균일하게 유지하면서도 다작을 집필하여, 전 생애 동안 1001편 이상의 작품을 남겼다. 고마쓰 사쿄, 쓰쓰이 야스타카와 함께 일본을 대표하는 SF 작가로서 알려져 있다. SF 이외에도 자신의 부친과 조부의 일대기 및 그 시대를 그린 전기문학 등을 집필했으며, 아이작 아시모프, 프레드릭 브라운 등의 저서를 일본어로 번역하기도 했다.

## 생애
1926년 9월 6일 도쿄 시 혼고(本郷) 구 고마고메아케보 정(駒込曙町)에서 태어났다. 아버지 호시 하지메(星一)는 호시제약을 창업한 사업가로, 호시 약학대학이라는 사립대학의 창립자이기도 하다. 조부 고가네이 요시키요(小金井良精)는 메이지부터 쇼와 시대에 걸쳐 활동한 해부학자 겸 인류학자이다. 어린 시절에는 양친이나 동생들과 떨어진 방에서 조부모의 보살핌을 받으며 자랐는데, 친구도 적어 곰인형을 이야기 상대로 시간을 보냈다고 한다.
1948년, 도쿄대학 농학부 농예화학과를 졸업했다. 1949년, 동인지 〈린덴 월보〉에 최초의 쇼트 쇼트 작품 〈여우의 한숨〉을 발표했다. 다만 이때는 아직 본격적으로 작가의 길에 들어설 생각은 아니었고, 일종의 취미로 발표한 것이다.
1950년 3월, 도쿄대학 대학원(농학부 발효생산학 교실) 전기과정을 수료했다. 아버지의 돌연사 후 경영악화에 빠진 호시 제약을 이어받아 사장 일을 하면서 복잡하게 얽힌 채권 문제를 해결하느라 동분서주했고, 그 때문에 젊은 나이에도 불구하고 한동안 심각한 인간불신과 허무주의에 빠져 있었다. 호시 본인은 이후 지인에게 '지옥에서 모진 고통을 당하는 것 같았다'고 술회할 정도로 이 시절의 일을 떠올리기 싫어했다.
회사 문제를 정리한 뒤 병상에서 레이 브래드베리의 《화성 연대기》를 읽고 감명을 받아 SF로 진출하게 되었다. 그동안의 쓰라린 경험 때문에 현실에 염증을 느낀 나머지 '하늘을 나는 원반' 등의 공상적인 소재에 관심을 갖고 마침 근처에 있던 '하늘을 나는 원반 연구회'에 참가하여 다른 작가들과 교류를 시작했다.
1957년 SF 동인지 〈우주진〉의 창간에 참여했다. 1958년 〈우주진〉 2호 6월호에 발표한 〈섹스트라〉가 출판사 관계자의 주목을 받아 에도가와 란포가 편집을 맡은 잡지 〈보석〉 11월호에 전재되면서 상업 작가로 데뷔. 우주개발시대의 도래와 때맞춰, 일본 SF문학의 기수로서 각광을 받았다.
1968년 3월, 작품 《망상은행》 및 과거 업적에 대하여 제21회 일본추리작가협회상을 수상했다. 1979년부터는 '호시 신이치의 쇼트 쇼트 콘테스트'라는 경연대회를 통해 신진 작가의 발굴에 힘썼다.
전 생애에 걸쳐 1001편 이상의 쇼트 쇼트 작품을 발표했다. 만년에는 불필요한 묘사나 수식어를 모두 생략한 민화풍의 작품을 주로 썼으며, 과거에 발표한 작품에 대해서도 신규 독자를 배려하여 '다이얼을 돌렸다'를 '전화를 걸었다'로 고치는 등 시대에 맞지 않는 표현을 계속해서 수정했다. 본인은 SF작가라기보다 '우화작가'로 불리는 편을 더 선호했으며, '미래의 이솝'을 자처하기도 했다.
1997년 12월 30일 오후 6시 23분, 간질성 폐염으로 사망했다. 향년 71세. 1998년에는 그 공로를 인정받아 일본 SF 대상 특별상을 수상했다. 1998년 12월에는 생전에 집필한 쇼트 쇼트 작품 전체를 망라한 《호시 신이치 쇼트 쇼트 1001》이 전 3권의 애장판으로 신쵸샤에서 간행되었다. (실제 편수는 총 1042편으로 문고본 39권 분량.)
작품 간행 부수는 신쵸샤 문고만 집계해도 이미 3천만 부를 돌파하였으며, 2011년에도 증쇄 · 복간이 계속되고 있다. 번역은 〈봇코짱〉의 영어번역(1963)을 비롯하여, 러시아 및 동유럽 각국어, 중국어, 한국어, 스페인어, 벵갈어, 에스페란토어까지 총 20여개 언어로 650건 이상이 이루어졌다.

## 작품의 특징
400자 원고지 10장 정도의 '쇼트 쇼트'라 불리는 초단편 소설 형식을 주특기로 삼는다. 유연한 발상과 사물의 본질을 적확하게 꿰뚫는 시점으로 독자를 압도한다. 상용한자만을 사용하는 평이한 문장, 특정한 시사풍속이나 고유명사를 극력 배제하고 과격한 섹스나 폭력 묘사를 절대 하지 않는 무색 투명한 작풍은, 연령 · 성별 · 국적을 불문하고 폭넓은 독자층의 지지를 받아, '쇼트 쇼트의 신'이라는 별명을 얻었다.
다루는 내용은 SF에 국한되지 않고 미스터리, 판타지, 괴담, 우화 등등 폭넓은 장르에 걸쳐 있다. 후기에는 세계 각국의 신화나 일본의 역사인물을 재해석한 독특한 분위기의 패러디 작품을 쓰기도 했다.
결코 길지 않은 분량과 매번 반복되는 소재에도 불구하고 각 작품마다 독특한 아이디어로 독자의 허를 찌르는 촌철살인의 묘를 보여준다. 통속성을 배제한 건전한 문체와 신랄한 풍자성 때문에 성인뿐만 아니라 초 · 중학생에게도 인기가 있다. 그 때문에 대학입시 문제의 예문이나 학습 참고서에도 호시 신이치의 작품을 많이 인용한다. 〈이봐, 나와!〉는 중학교 영어 교과서에 영어로 번역되어 실리기도 했다.
쇼트 쇼트의 주인공으로 자주 등장하는 'N씨', 'F씨', 'R씨', 'S박사' 등의 이름은 호시의 작품을 특징짓는 하나의 키워드로 기능하고 있다. 다만 이름은 같더라도 작품마다 환경, 용모, 연령, 직업, 성격 등이 각각 달라지는 것으로 미루어 보아 동일인물은 아니라고 여겨진다. 왜 이름다운 이름을 사용하지 않는가 하면 현실에 있을 법한 이름을 사용하면 특정 인물의 이미지를 독자에게 심어줄 우려가 있기 때문이라고 한다. 즉 현실적으로 있을 것 같은 인물상을 일체 거부하고 작중 인물을 기호화(호시 자신의 표현으로는 '점화(點化)')하고 있다. 참고로 일본어 원문에서는 'N氏'가 아니라 'エヌ氏'라는 식으로 가타가나 표기를 하고 있는데, 저자 본인의 말로는 알파벳이 일본어 문장 내에서 지나치게 눈에 띄기 때문이라고 한다.
작품 중에는 전화선을 이용한 정보통신, 컴퓨터로 연결된 관리사회, 공해와 생태계 파괴, 대량소비사회와 과도한 상업주의, 정보통제와 언론자유 제한 등 미래를 예견한 듯한 내용이 많다. 다만 어디까지나 본래의 목적은 순수한 아이디어를 매개로 한 사고실험을 통하여 인간의 어리석은 본성과 사회 시스템의 부조리한 속성을 풍자하려는 것이었고, 의도적으로 미래예측을 시도한 것은 아니었다. 오히려 발표 당시에는 독자들은 물론 저자 본인도 그런 내용이 실제로 일어나리라고는 생각지 못했다.
평론가인 아사바 미치아키는 자신의 평론 내에서 호시의 쇼트 쇼트를 자주 인용하며 어느 시대에도 통용될 수 있는 호시 작품의 '보편적인 인간성에 대한 비평'을 강조했다. 냉전시대에 미국과 구소련 양국에서 호시의 작품이 영어와 러시아어로 번역되어 읽혔던 것을 보면 그의 쇼트 쇼트가 갖는 보편성을 실감할 수 있다.
작가 쓰쓰이 야스타카는 호시의 작품에 대하여 금욕주의적인 자기규제와 인간에 대한 깊은 이해, 깊이를 헤아릴 수 없는 애정이나 다원적인 자세가 그의 작품에 일종의 투명감을 준다고 평했다. 하지만 호시의 스타일은 동시에 현대 일본인이 소설이라는 매체에 대하여 기대하기 마련인 원한, 훔쳐보기 취미, 현대에 대한 밀착감과 타산, 좋았던 옛날에 대한 향수, 공격성이 가진 생생한 박력 등이 결여되어 있어서, 일본의 평론계에서는 호시 작품을 제대로 비평하기 어렵고, 때로는 초점을 벗어난 엉뚱한 비평을 하는 경우도 있음을 지적하고 있다. 물론 이것은 호시 작품 자체에 대한 비판이 아니라 그의 작풍이 그만큼 일본 문학계에서 이질적이고 이해받기 어려운 존재임을 설명한 것이다.
호시는 후기 작품에서 의도적으로 형식의 변화를 꾀했는데, 쓰쓰이는 이에 대해서도 나름대로의 해석을 하고 있다. 그에 따르면 호시는 수십, 수백 가지에 이르는 막대한 대립개념 · 시점 · 플롯 · 개그 · 넌센스의 아이디어를 평소에 축적해두고 있어서, 후기 작품에 나타나는 '가치의 상대화', '테마를 마지막 한 줄에 집약하지 않고 처음에 배치하기' 같은 변화는 호시가 갖고 있는 아이디어의 변주 중 극히 일례에 불과하다는 것이다.
미국의 한 컷 만화를 수집하는 취미가 있어서, 이들을 '무인도 만화', '사형 만화' 등 주제별로 분류하여 소개하는 《진화된 원숭이들》(전 2권, 문고판은 3권)이라는 책을 편집하기도 했다. 또한 조부나 부친의 시대를 다루는 근대사 논픽션이나 '변덕쟁이'라는 단어가 제목에 들어가는 수필집도 다수 출간하였다.

## 한국에 번역된 작품

### 《호시 신이치의 플라시보 시리즈》
지식여행에서 2007년~2008년에 걸쳐 간행한 쇼트 쇼트 전집. 역자는 윤성규. 전 33권 완결.
| - 미래의 이솝우화 - 도둑회사 - 왕자가 되지 못한 왕자 - 안전카드 - 그네 저편에서 - 수많은 금기 - 앞으로 일어날 일 - 희망의 결말 - 민감한 동물 | - 여러 갈래 미로 - 흔해 빠진 수법 - 변덕쟁이 로봇 - 호박마차 - 노크 소리가 - 요정배급회사 - 흉몽 - 악마가 있는 천국 | - 한밤의 숨바꼭질 - 어떤 이의 악몽 - 덧없는 이야기 - 지구씨 안녕 - 망상은행 - 마이국가 - 참견쟁이 신들 - 최후의 지구인 | - 우주의 인사 - 흰 옷의 남자 - 의뢰한 일 - 한 줌의 미래 - 봇코짱 - 도토리 민화관 - 도련님과 악몽 - 눈의 정령 |

### 기타 번역 작품
- 《신선함을 드립니다》 - 주유경 옮김, (주)민컴출판부, 1987년
- 《어깨 위의 비서》 - 손숙희 옮김, 도도, 1991년
- 《신들의 장난》 - 권남희 옮김, 장락, 1992년
- 《진화한 원숭이:골때리는 인간들 1-3》 - 진초산 옮김, 산책, 1994
- 《미래환상특급 47》 - 옥남석 옮김, 한나라, 1994년
- 《변덕스런 로봇》 - 최요혁 옮김, 계명문화사, 1996년
- 《그 아이의 상자》 - 권남희 옮김, 장락, 1998년
- 《기묘한 이야기 1》 - 김은경 옮김, 페이지 출판사, 2006년
- 《일본 단편소설》 - 김명주 옮김, 인문사, 2011년 :〈우주로부터의 손님〉, 〈우호사절〉 수록.

## 영상 작품
저자 본인이 영상화에 대하여 회의적인 태도를 취했기 때문에 대부분의 영상 작품은 저자 사후에 제작되었다.
- 《우주선 시리카》 : 1960~1962년에 NHK 종합 텔레비전에서 방영된 SF 인형극. 원작 담당.
- 《변덕쟁이 로봇》 : 2004년에 인터넷 방송 및 OVA로 각색.
- 《호시 신이치 쇼트 쇼트 극장》[11] : 2007년 11월에 NHK에서 방영된 단막극. 5편의 작품을 각색. 호평을 받아 시리즈화됨.
- 《호시 신이치 쇼트 쇼트》 : 2008~2010년에 NHK에서 방영된 TV시리즈. 매주 3편의 작품을 실사 드라마, 셀 애니메이션, CG 애니메이션으로 각색하여 방영. 제37회 국제 에미상 코미디 부문 최우수상을 수상했으며, 2009년에 엄선된 50화를 수록한 DVD박스를 발매.[12]
- 그밖에 여러 편의 쇼트 쇼트가 《세상의 기묘한 이야기》(후지TV), 《주간 스토리 랜드》(NTV) 같은 옴니버스 프로그램의 에피소드로 각색되었음.

## 관련 에피소드
- 친구인 만화가 테즈카 오사무의 SF만화 《W3》에는 호시 신이치(星真一)라는 이름의 주인공이 나오는데, 호시의 이름에서 따온 것이라는 설이 있다.
- '별두루미(일본어: ホシヅル, 호시즈루. 직역하면 '호시의 학')'라는 마스코트 캐릭터가 존재한다. 1965년경 술집에서 사인을 부탁받았을 때 무심코 낙서를 하다가 탄생했다고 한다. 호시 본인은 에세이에서 '미래에 두루미가 진화한 형태'라고 주장하고 있다. 호시가 세상을 떠난 후 고마쓰 사쿄를 비롯한 동료 작가들이 그의 탄생일인 9월 6일을 '별두루미의 날'로 지정하고 매년 그를 추모하는 모임을 열고 있다.[13]
- 2011년 9월 6일은 호시 신이치 탄생 85주년이 되는 날이다. 구글재팬은 이를 기념하여 별두루미를 등장시킨 1일 한정 로고를 제작했다.[14]